# مرتضی انواری
مرتضی انواری (۱۳۱۰-۱۳۸۹) استاد دانشگاه و بنیان‌گذار مدرسه عالی کامپیوتر در ایران بود.
مرتضی انواری در تهران به دنیا آمد و فرزند بزرگ خانواده بود. در سال ۱۳۲۸ از دبیرستان البرز دیپلم گرفت. وی تحصیلات دانشگاهی خود را در رشته فیزیک در دانشکده علوم دانشگاه تهران و در رشته ریاضیات در دانشگاه ایلینوی در اوربانا شامپاین انجام داد.
او پس از پایان تحصیلاتش به تدریس در دانشگاه ایالتی اوهایو و سپس در دانشگاه بریتیش کلمبیا پرداخت. در سال ۱۳۴۷ به ایران آمد و استاد و نخستین رئیس دانشکده ریاضی دانشگاه صنعتی آریامهر شد.
«مرکز تعلیمات عمومی» که درس‌هایی در زمینه علوم انسانی عرضه می‌کرد در سال ۱۳۵۱ زیر نظر او در دانشگاه صنعتی پایه‌گذاری شد. احمد شاملو، محمد مقدم، ژاله ژوبین-خادم، رضا داوری، اسماعیل خویی، ماه‌منیر شادنوش، هادی شفائیه، هرمز فرهت، هانیبال الخاص، ایران دررودی، و فرهاد نعمانی از مدرسان و استادانی بودند که هر یک مدتی در این مرکز در دانشگاه صنعتی به تدریس پرداختند. 
در ۱۳۵۲ مدرسه عالی کامپیوتر به ابتکار و به ریاست او در تهران گشایش یافت.
انواری در ۱۳۵۸ به آمریکا رفت و در دانشگاه ایالتی میشیگان، دانشگاه ایالتی کالیفرنیا و نیز دانشگاه کالیفرنیا در برکلی به تدریس پرداخت. او مدتی نیز استاد پژوهشگر مدعو در موسسه  هانری پوانکاره در پاریس بود.
مرتضی انواری در آذر ۱۳۸۹ در المپیا در ایالت واشینگتن درگذشت.